# Son et lumière
Il son et lumière (pronuncia sɔ̃n e lymjɛʁ, letteralmente "suono e luce") è un particolare tipo di spettacolo che si svolge di notte, solitamente nei pressi di monumenti storici. È costituito da una combinazione di luci e musiche, che possono essere eseguite dal vivo o con basi registrate.

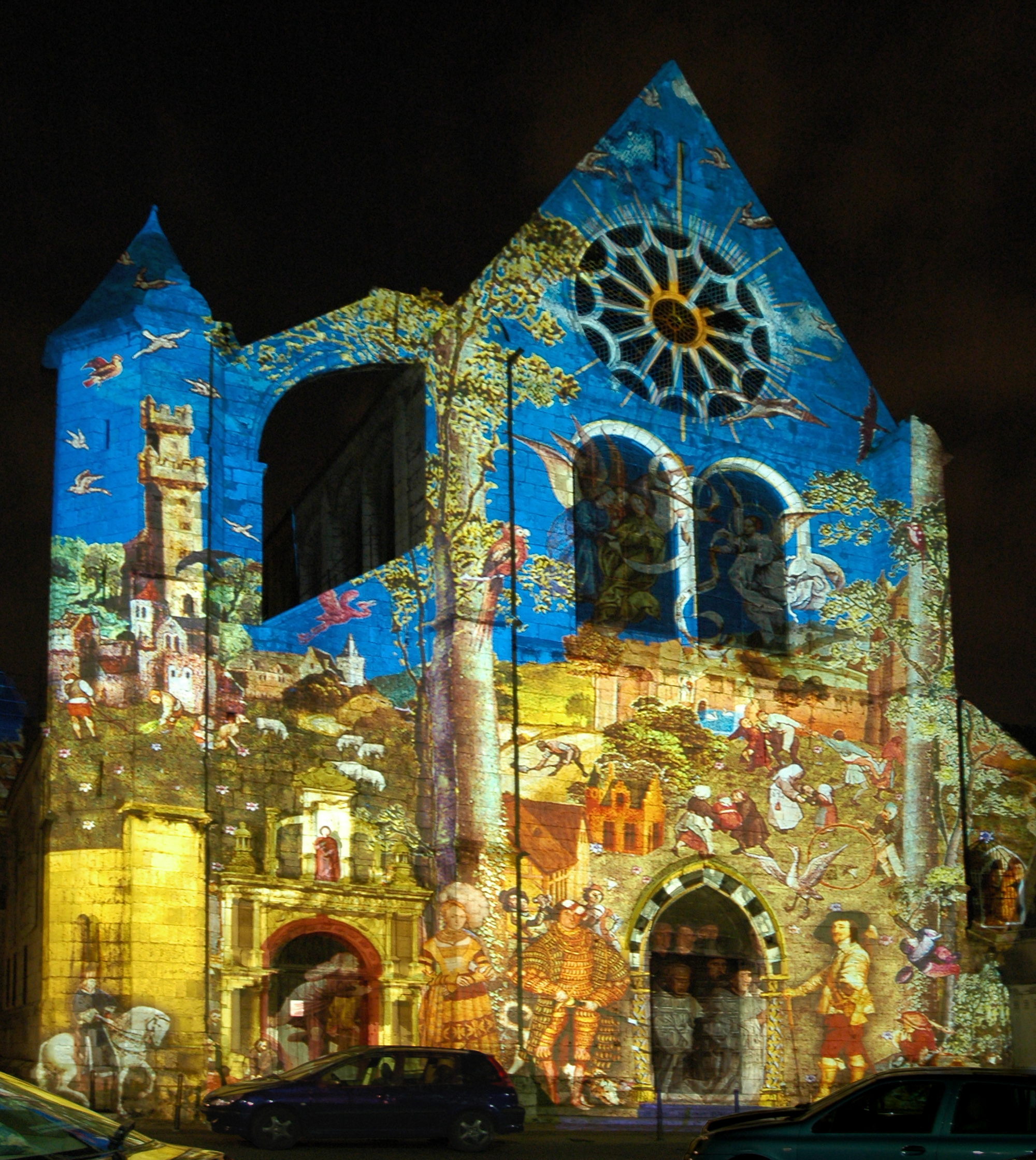
Spettacolo son et lumière alla chiesa di Saint Aignan a Chartres nel 2006.

## Storia
L'origine di questo spettacolo risale al XVIII secolo, quando, per esempio, per celebrare il trattato di Aquisgrana del 1748 fu chiesto al compositore tedesco Georg Friedrich Händel di scrivere la Musica per i reali fuochi d'artificio per accompagnare uno spettacolo pirotecnico. Anche le feste organizzate a Versailles da Luigi XIV prevedevano la presenza di musica e luci.
Altre celebrazioni simili avvennero a Lione, con la Festa delle luci dal 1852, o alla fine della prima guerra mondiale, quando fu illuminata la cattedrale di Strasburgo. Nel periodo tra le due guerre mondiali, a Parigi, si tennero spettacoli sulla Senna che combinavano fuochi d'artificio, giochi d'acqua e musica.
Nel 1952 si tenne il primo spettacolo nei castelli della Loira, e precisamente al castello di Chambord, ideato da Yves Jamiaque con musiche di Maurice Jarre. Dall'anno successivo sono stati rappresentati altri spettacoli ai castelli di Chenonceau e di Versailles.
Da allora gli spettacoli son et lumière si sono svolti in altri siti come le piramidi di Giza e l'acropoli di Atene, con musiche composte spesso da Georges Delerue e testi scritti da autori come André Castelot, André Maurois, Jean Cocteau e Marcel Achard.